# Marc Manli Capitolí (cònsol 392 aC)
Marc Manli Capitolí (en llatí Marcus Manlius T. F. A. N. Capitolinus) va ser un magistrat romà que va viure als segles V i IV aC.

## Biografia
Fou cònsol el 392 aC amb Luci Valeri Potit i va fer la guerra als eques, rebent el dret d'ovació mentre el seu col·lega va rebre els honors del triomf. Una pesta va afectar la ciutat i els dos cònsols en van ser afectats i van haver de renunciar i es va nomenar un interrei, Marc Furi Camil.
El 390 aC els gals van entrar a Roma i l'endemà van atacar el Capitoli. Marc Manli que vivia justament a la vora del Capitoli, va reunir tota la gent que va poder i va rebutjar als atacants i va resistir un temps de setge fins que els gals se'n van anar.
El 387 aC va ser nomenat interrei (interrex). El 385 aC va abandonar la seva consideració de patrici i va entrar a la classe dels plebeus. Es diu que tenia el projecte d'esdevenir tirà o rei de Roma i que es va voler aprofitar de la força revolucionària dels plebeus. Els patricis van nomenar dictador a Aule Corneli Cos. En un moment, mentre el dictador era absent de Roma, Manli va intentar utilitzar la violència i es va comportar com un demagog. El dictador va tornar a la ciutat i va amonestar a Manli al que va cridar davant seu. Manli s'hi va presentar acompanyat d'un nombrós grup de plebeus però el dictador no es va atemorir i el va detenir i empresonar per sedició. Els plebeus van manifestar el seu dol però no van fer res contra el dictador. El senat va mirar d'apaivagar la indignació dels plebeus amb repartiments de terres però això va ser interpretat com un suborn pels plebeus i va escalfar els ànims fins al punt que Manli va haver de ser alliberat per evitar l'esclat de la revolució. Amb això les peticions dels plebeus encara van créixer més.
El 384 aC, com que no hi havia cap amenaça exterior, Manli va ordenar l'aixecament dels plebeus, però els tribuns consulars van actuar i van agafar Manli que va ser acusat d'alta traïció (majestas) i portat davant el poble al camp de Mart i després a la cova Petelina prop de la porta Flumentana (ja que des del Camp de Mart es veia el Capitoli que Manli havia salvat). Va ser condemnat a mort i tirat des de la roca Tarpeia.
La gens Mànlia va considerar que hi havia portat la desgràcia i va decidir que en el futur cap més membre portaria el nom de Marc.